# Samuel Swett Green
Samuel Swett Green (20 tháng 2 năm 1837 - 9 tháng 12 năm 1918) là người đi đầu trong phong trào Thư viện công cộng của Mỹ.
Được nhiều người đánh giá là "Cha đẻ của công tác dịch vụ tham khảo", đặt nền tảng cho sự cải tổ toàn diện trong ngành thư viện, ông đã mở đầu bài phát biểu nhậm chức của mình tại Hiệp hội thư viện Mỹ(American Library Association) năm 1891 với câu nói được nhớ mãi "Chức năng của thư viện là để phục vụ người dùng của nó.".

## Cuộc đời
Green sinh ra tại Worcester, Massachusetts, là con của dược sĩ James Green và Elizabeth Swett. Ông học tại Đại học Harvard, tốt nghiệp năm 1858.Ít năm sau đó, ông tham dự trường Harvard Divinity School nhưng không tốt nghiệp cho tới năm 1864 vì lý do sức khỏe. Bỏ lại công việc của một linh mục, ông bắt đầu sự nghiệp thư viện năm 1867, khi được bổ nhiệm đứng đầu thư viện Worcester Free Public Library. Trên thực tế, thư viện được tài trợ rất nhiều bởi chú của Green, Tiến sĩ John Green, người đã xây dựng một bộ sưu tập khổng lồ trước khi ông này chết. Như một người đứng đầu, Green chủ yếu tập trung vào khía cạnh kĩ thuật của thư viện, như là cách để biên mục. Năm 1871, ông nhận việc như một thủ thư, một vị trí ông giữ trong suốt 38 năm, và bắt đầu đưa ra những thay đổi mà về sau được ứng dụng trong nhiều thư viện khác trên khắp cả nước. Ví dụ, thư viện Free Library trở thành thư viện công cộng đầu tiên tại New England duy trì việc mở của vào ngày chủ nhật.
Green được đề nghị là thành viên của tổ chức American Antiquarian Society năm 1880.

## Triết lý về thư viện
Năm 1876, Green viết một bài báo có tầm ảnh hưởng lớn, "Mối quan hệ cá nhân giữa các thủ thư và bạn đọc", xuất hiện trong tạp chí American Library Journal năm đó(về sau có tên đơn giản hơn là Library Journal). Ông cũng đọc nó tại hội nghị kỉ niêm 100 năm thành lập năm 1876. Green tuyên bố rằng các thủ thư làm dịch vụ tham khảo có 4 nhiệm vụ chính: Hướng dẫn bạn đọc về chức năng và nguồn tài nguyên của thư viện, cũng như cách khai thác chúng, trả lời thắc mắc của ban đọc, giúp bạn đọc tìm được nguồn tài liệu có giá trị và đưa thư viện đến những cộng đồng lớn hơn. Nói một cách khác, thư viện có trách nhiệm với cộng đồng mà nó hướng tới và chịu trách nhiệm cho nhu cầu bạn đọc của nó. Đối với Green, mọi người nên cảm thấy được chào đón trong thư viện tại địa phương và người thủ thư nên hiện thực hóa nó bằng cách kết nối với bạn đọc và cá nhân hóa dịch vụ cho từng bạn đọc riêng biệt.
Green viết, "một thủ thư phải không cho phép một bạn đọc nào đó đem những thắc mắc của mình rời khỏi thư viện mà chưa được giải đáp như một chủ tiệm sách không để khách hàng rời khỏi mà không mua hàng."  Ông cũng ủng hộ tính thực tế khi trả lời trực tiếp những câu hỏi của bạn đọc, hướng dẫn các thủ thư "Thận trọng tránh việc nhồi vào đầu những bạn đọc trẻ tuổi chỉ quan điểm một phía của những vấn đề còn đang tranh luận."  Khi các thủ thư làm mọi điều có thể để giúp đỡ bạn đọc, Green cũng cảnh báo việc đừng cho bạn đọc trở nên quá lệ thuộc. Các thủ thư trong vai trò của mình, như những giáo viên, giúp bạn đọc có kiến thức để xác định nơi mình kiếm những thông tin mình cần.
Trong một ghi chú của một thành viên khác của Hội nghị "Tôi ước bài báo của ông ấy có thể được tất cả thủ thư và người đứng đầu các thư viện đọc. Một thủ thư không chỉ là một người giữ sách, anh ta còn phải là một người làm công tác giáo dục. "  Tầm nhìn của Green được cộng đồng thư viện thế giới chú ý và tạo ra những thảo luận về sự thiếu lịch thiệp trong nhiều thư viện lúc bấy giờ. Nói đúng hơn, nhiều thư viện viên ngày nay xem bài báo của Green là nhân tố chính trong việc hình thành dịch vụ tham khảo trong thư viện.
Green cũng là người ủng hộ sự hợp tác qua lại giữa thư viện trường học và thư viện công cộng. Ông thật sự tin rằng học sinh học tập tốt nhất khi họ có thể hoàn toàn tự do kết nối đến nguồn tài nguyên đa dạng, phong phú của thư viện và các điểm nhìn khác nhau. Ở cấp độ Đại học, Green khuyến khích các nhân viên thư viện tạo ra những tuyển tập phục vụ công tác học tập của sinh viên trong lớp và dành thời gian cho công tác hướng dẫn tham khảo, để hỗ trợ cho sinh viên tự nghiên cứu các vấn đề của mình. Ngoài trường Đại học, mối quan hệ giữa trường học và thư viện cũng quan trọng không kém. Ở đây, một lần nữa, Green nhấn mạnh sự hợp tác giữa các giáo viên và các nhân viên thư viện, đề cập rằng các thư viện chọn bổ sung sách phù hợp để bổ túc cho các môn học của trường phổ thông địa phương. Theo một học giả, "Trường học và thư viện gần như là một... chúng gắn kết chặt chẽ với nhau... mỗi tổ chức là thiếu sót và không hoàn hảo nếu thiếu bộ phận còn lại." 
Là người thường xuyên đóng góp bản thảo cho tổ chức American Antiquarian Society và các bài báo cho tạp chí Library Journal mới thành lập, Green là tác giả của The Public Library Movement in the United States, 1853–1893. Rải rác những mẩu chuyện vui nhộn và những kí ức cá nhân, tác phẩm là một mô tả chi tiết về các tổ chức tiên phong trong phong trào thư viện và một ghi chép chi tiết về những nguyên tắc ban đầu của nó.
Được nhớ bởi những người bạn như một con người tự tin, tham công tiếc việc trong một vóc dáng nhỏ bé và có tính thân thiện, Green tham dự mọi hội thảo của Hiệp hội thư viện trong suốt sự nghiệp của mình, giữ nhiều chức vụ trong các hội đồng, viết và đọc nhiều bài báo học thuật, và đóng góp rất nhiều trong cộng đồng thư viện địa phương. Như chính Green cũng tự nhận xét "[Tôi đã] làm mọi thứ trong năng lực của mình để thúc đẩy các nhân tố thay đổi các thư viện." 